# Catoblepia berecynthia
Catoblepia berecynthia är en fjärilsart som beskrevs av Pieter Cramer 1777. Catoblepia berecynthia ingår i släktet Catoblepia och familjen praktfjärilar. Inga underarter finns listade i Catalogue of Life.

## Bildgalleri

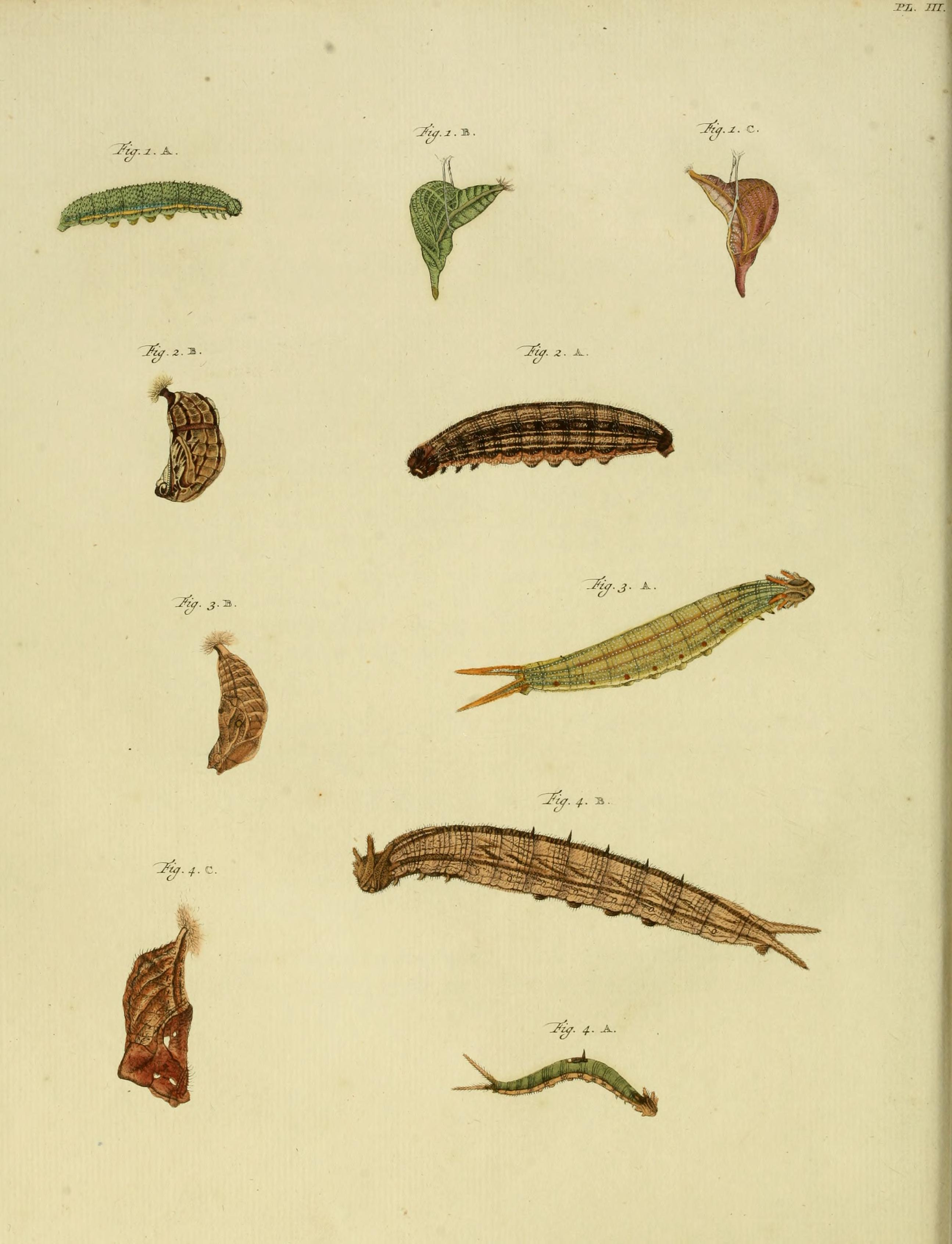
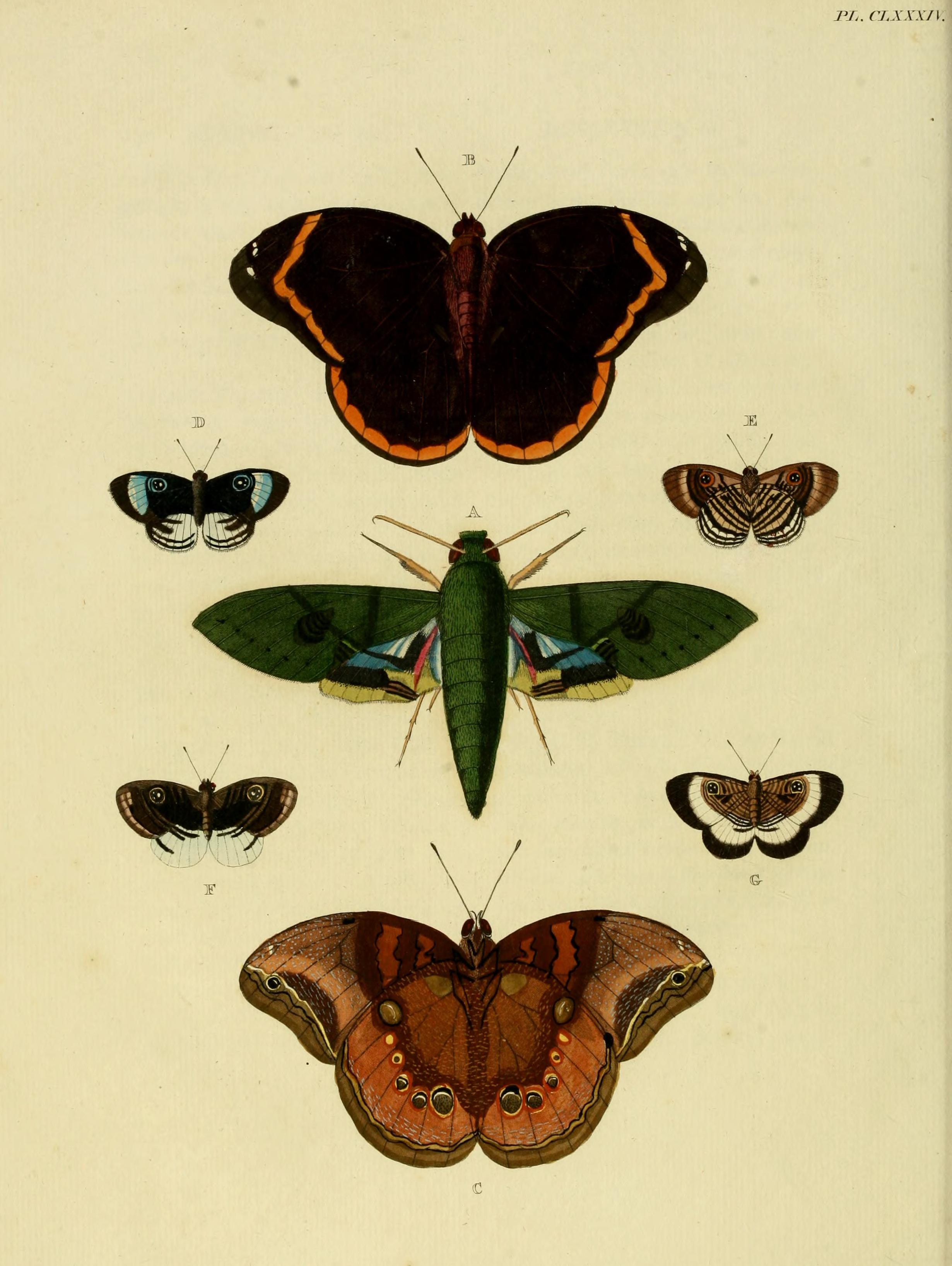